# ヤマハ・ジョグ

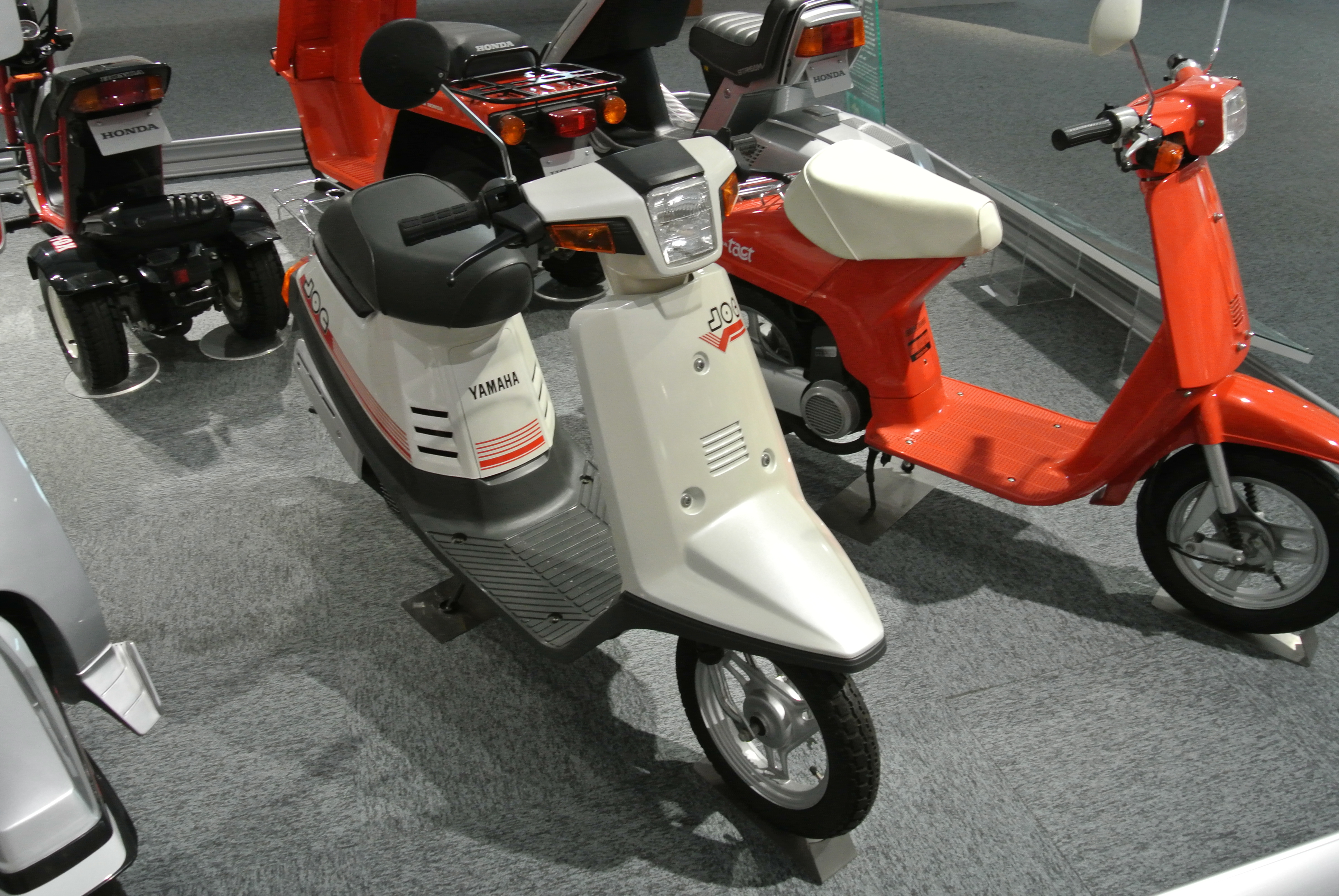
JOG（初代）

ジョグ（JOG）とは、ヤマハ発動機が販売しているスクータータイプのオートバイである。

## 概要
1983年に発売され、日本メーカーが最も長く継続生産しているスクーターシリーズである。日本国外でもJOGのブランドで発売されている車両は存在するが、エンジンやデザインは販売地域により異なる。

## 歴代モデル

### CE50E（27V）

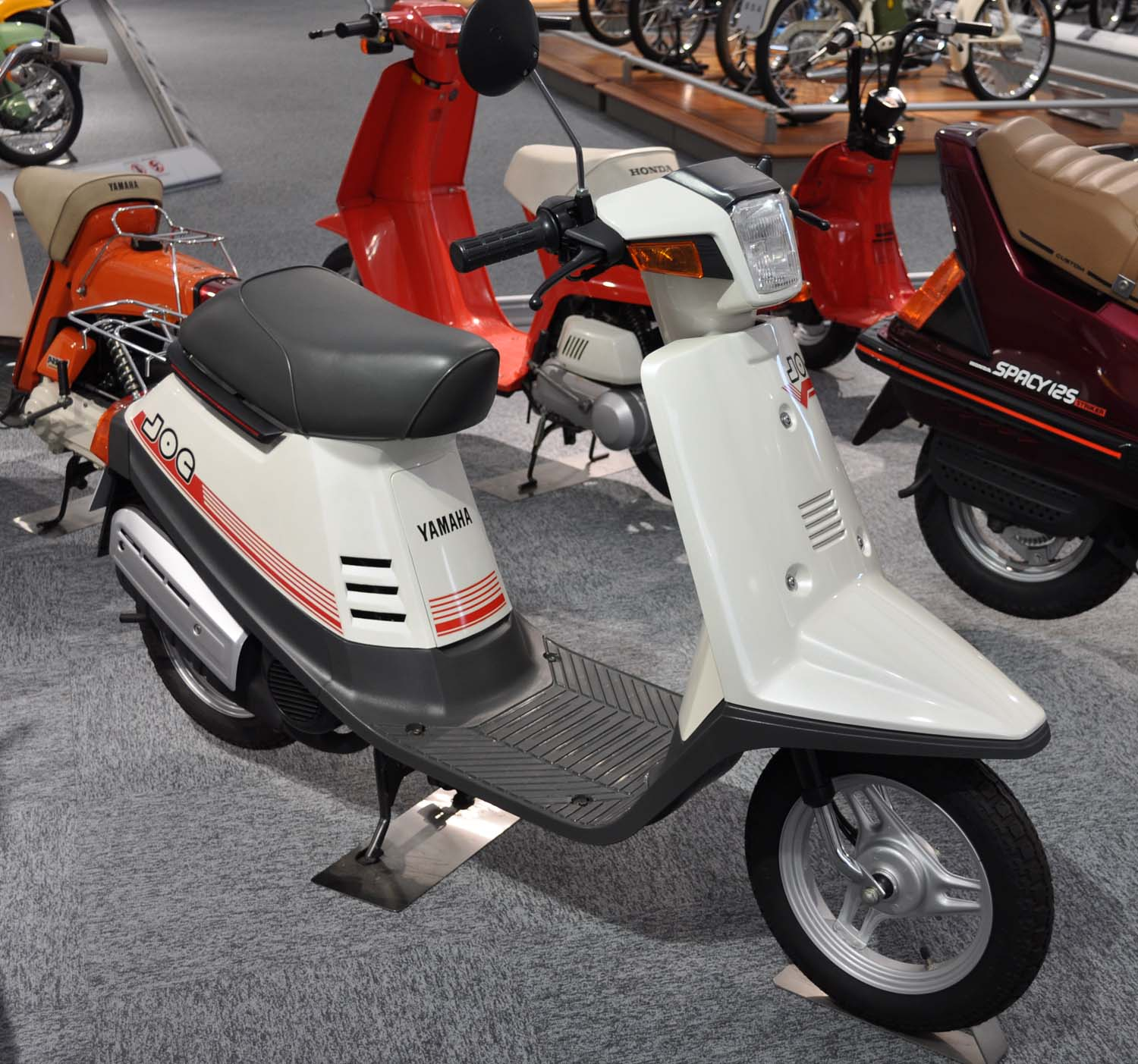
JOG CE50E

1983年3月発売。排気量49ccの2ストロークエンジンモデルとして登場した。当時としては強力な4.5psのエンジン(最終モデルのみ5.3馬力にアップ)を搭載し、軽量なボディ（乾燥重量49kg）のスポーツスクーターとして発売された。価格も99,000円と安かったことから人気を博し、当時HY戦争の敗北で経営悪化していたヤマハ発動機を救うことになった。尖ったフロントカウルが前輪を覆うデザインは、後発のスクーターにも大きな影響を与えた。

### CG50（2JA / 3CP）

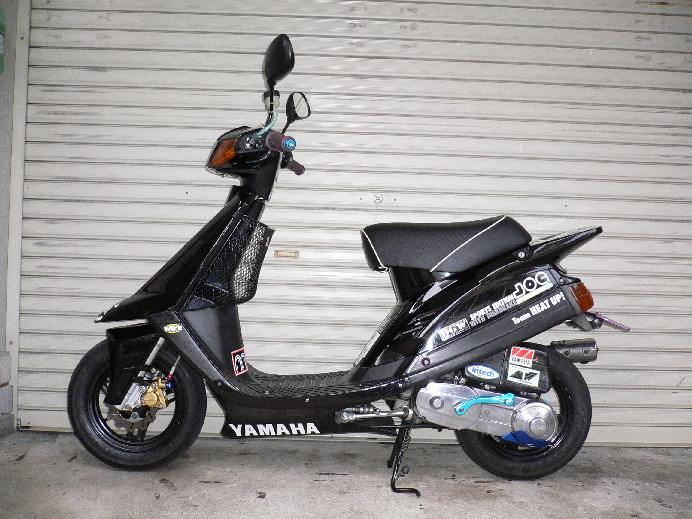
JOG CG50 SPORTS EDITION（3CP）チューニング車

1987年2月発売。2代目は最高出力6psのエンジンを搭載し、装備の充実により乾燥重量は56kgとなった。1988年2月、スポーツグレードとしてフロントディスクブレーキとセリアーニタイプフロントフォークを装備したJOG SPORTS（SPORTS EDITION）と、排気量を79ccに拡大したJOG SPORTS 80が登場した。1988年10月にはJOGシリーズの生産累計が100万台を達成した。

### CY50（3KJ / 3RY）

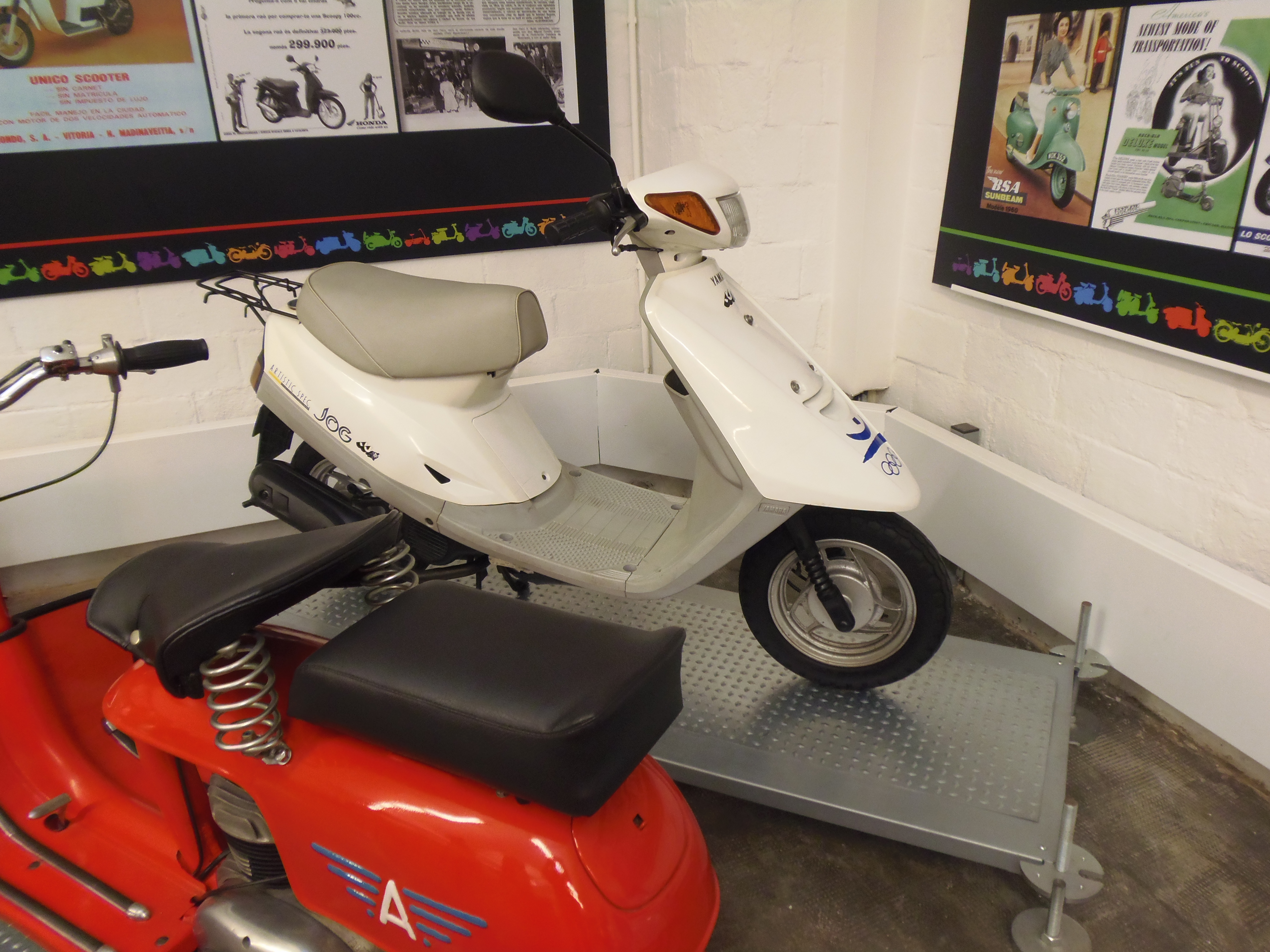
JOG CY50

1989年2月発売の3代目は、新採用のメットイン機能とともに、イギリスの人気美形バンドブロスが出演したコマーシャルでおなじみとなった。新開発の前傾シリンダーエンジンは最高出力6.8psを発揮した。このエンジンの採用により、デザインを犠牲にせず、シート下にヘルメット収納スペースを確保した。1990年4月、スポーツグレードのJOG SPORTS（JOG-Z）と、排気量を82.5ccに拡大したJOG SPORTS 90が登場した。1990年10月にはJOGシリーズの生産累計が150万台に到達した。CY50は4代目となるYG50がデビューした後の1997年まで併売された。

### YG50（3YJ / 3YK / SA13J）
1991年1月発売の4代目。通称「ネクストゾーン」。CMキャラクターは1991年が萩原健一と川越美和、1992年が小林聡美。スポーツグレードは、1991年4月にJOG Zが発売され、1993年1月にスーパーJOG Zに進化。さらに、1994年12月には、最高出力7.2PSのスーパーJOG ZRが発売される。スーパーJOG ZRは、人気モデルとなり、通常モデルがYV50系に更新されていった後も、外見を変えず搭載エンジンを自動車排出ガス規制に合わせて変更することで生産し続けられた。1999年12月、排ガス規制に対応し、スーパーJOG ZRの最高出力は6.8PSに下げられた。

### YJ50（4JP / 4LV / SA11J）
1993年12月発売のJOGアプリオ（YJ50）は、ヤマハの広報資料ではジョグの5代目として記載されている。

### YV50（SA01J / SA04J / SA12J）
1997年12月発売。通称「スペースイノベーション」。CMキャラクターはT.M.Revolution。盗難抑止機構「Gロック」システムを新開発し、7リットルの大容量燃料タンクの採用、シート下トランク容量の拡大（23リットル）と装備が充実した。フロントカバー先端にマウントされた大型のヘッドライトが特徴であったが、スポーツモデルのZ-IIでは、ヘッドライトがハンドル部に戻された。1998年にはベーシックモデルJOG-Cも発売された。

### CV50（SA16J）
2001年1月発売。通称「リモコンジョグ」。CMキャラクターはユースケ・サンタマリア。先代から受け継ぐGロック機構に、その解除などの動作にリモコンを用いる事の出来るモデルが設定された事が一番の特徴と言える。同年3月にはスポーツグレードのZRエボリューションが発売された。ZRエボリューションは、スーパーJOG-ZRの後継モデルである。先代のJOGベース登場時にフルモデルチェンジを見送られたJOG-ZRのデザインは、このモデルの登場を機に4代目ベースからリニューアルされ、近代的な形状へと進化したが、規制後エンジンである事からレギュレーションの厳しいスクーターレースでは用いる事が難しい等の理由でフルチューン等の認められる比較的緩いレギュレーションのレースを除いてレース活動での活躍はあまり見られない。
2003年モデルから全車両の生産拠点を台湾（YMT）に移転させている。2007年に生産終了が公表され、このモデルが2ストロークジョグの最終モデルとなった。

### CE50（SA36J / SA39J, SA55J / SA56J, SA57J / SA58J）
2007年10月発売。自動車排出ガス規制強化によりエンジンはVOXをベースとした水冷4ストローク・SOHC3バルブエンジンに変更され、燃料噴射装置や触媒なども装備されている。最高出力は3.1kW（4.2PS）。なお前輪ディスクブレーキ装備の上級モデルであるJOG Deluxe（ジョグデラックス）も同年12月に追加され、2009年1月15日には派生車種となる ZR が発売された。
2015年10月のマイナーチェンジにより燃費と出力が向上し、型式が変更される。最高出力3.3kW（4.5PS）、燃料消費率69.7km/L（国土交通省届出値）。型式は「ジョグ」「ジョグプチ」がSA55J、「ジョグデラックス」「ジョグZR」がSA56Jになった。
2017年8月のマイナーチェンジでは平成28年環境規制への対応によるエンジンセッティングの変更と車体の一部改良が行われる。また型式も変更され「ジョグ」「ジョグプチ」がSA57J、「ジョグデラックス」「ジョグZR」がSA58Jとなる。
ヤマハが自社生産したジョグはこのモデルが最後となった。

### 2BH-AY01
2018年4月25日発売。2016年10月に発表された本田技研工業との業務提携により、ホンダ・タクト(2BH-AF79)の外観を変更したモデルをヤマハが「ジョグ」として発売することとなった。生産はホンダ熊本製作所で行われる、いわゆる「OEM供給」となる。外観以外の走行性能はタクトとほぼ同一で、ヤマハの原付一種としては初となるアイドリング・ストップ・システムを搭載したモデルも発売された。

### 8BJ-SEJ5J
2022年10月発売。OEMではなく、自社生産の125cc(原付2種)モデル。 これまで80cc/90ccモデルはあったが、125ccスクータに「ジョグ」の名が冠せられるのは国内初。

## 派生モデル

### ジョグポシェ
ジョグポシェ (JOG Poche)は1992年に発売されたJOGの兄弟車種で、既存車種のフロント部分に巨大バスケットを装備させ、走行特性をマイルド化させた主婦向けの車両である。既存JOGのモデルチェンジと共にジョグポシェも変更を受け続けて販売されていたが、2008年に生産終了が公表された。なお生産終了による後継車種はビーノモルフェとなる。

### ジョグ プチ
ジョグ プチ (JOG PETIT)は2014年12月24日に発売された「ジョグCE50」のバリエーションモデルで、元々2012年9月より「アクセサリーパッケージ」仕様として発売されていた『ローシートJOG』がラインアップに加わる形になる。シート高を通常モデルより25mm低くし、小柄な人（広告では155cmの人としている）でも運転しやすいようにしており、それ以外のスペックは通常モデルと同じ。価格は通常モデルより6000円高だったが、2015年10月の改良から同額になった。2017年8月以降も継続販売される。

### アプリオ

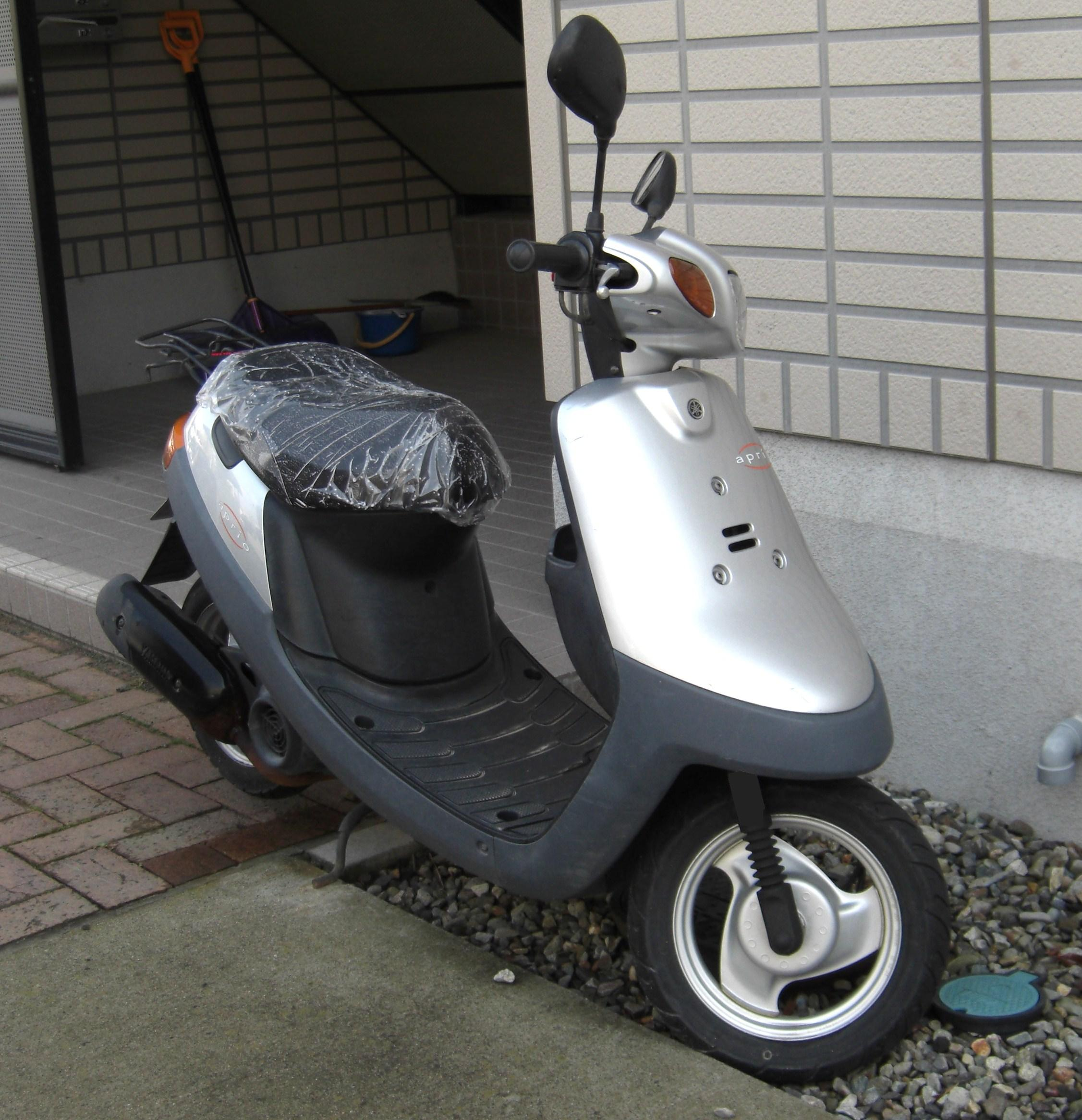
JOGアプリオ

アプリオ  (Aprio)は、JOGの兄弟車種として1993年に発売されたモデルで、車体設計そのものはJOGよりもビーノに近い。当時のJOGに装備されていなかった集中メットインキーや、大型の燃料タンクなど実用性に長けた装備を持っており、JOG-ZRと同一の7.2psのエンジンを搭載したAprio TYPEIIや、フロントブレーキをディスクにし、若干スポーツな味付けに留めたAprioEXなどの派生モデルも存在した。
従来車種に比べ、立ち気味の乗車姿勢を実現させるためにシートを車体中央に配置したため、ステップフロアは広くなっている。
発売当初の車名はJOG APRIOであったが、モデルを経ていく過程にてJOGの名称が消え、Aprioという単独車種という位置付けになった。なお現在は車種の整理を受けるかたちで2001年に販売が終了されている。

### BJ

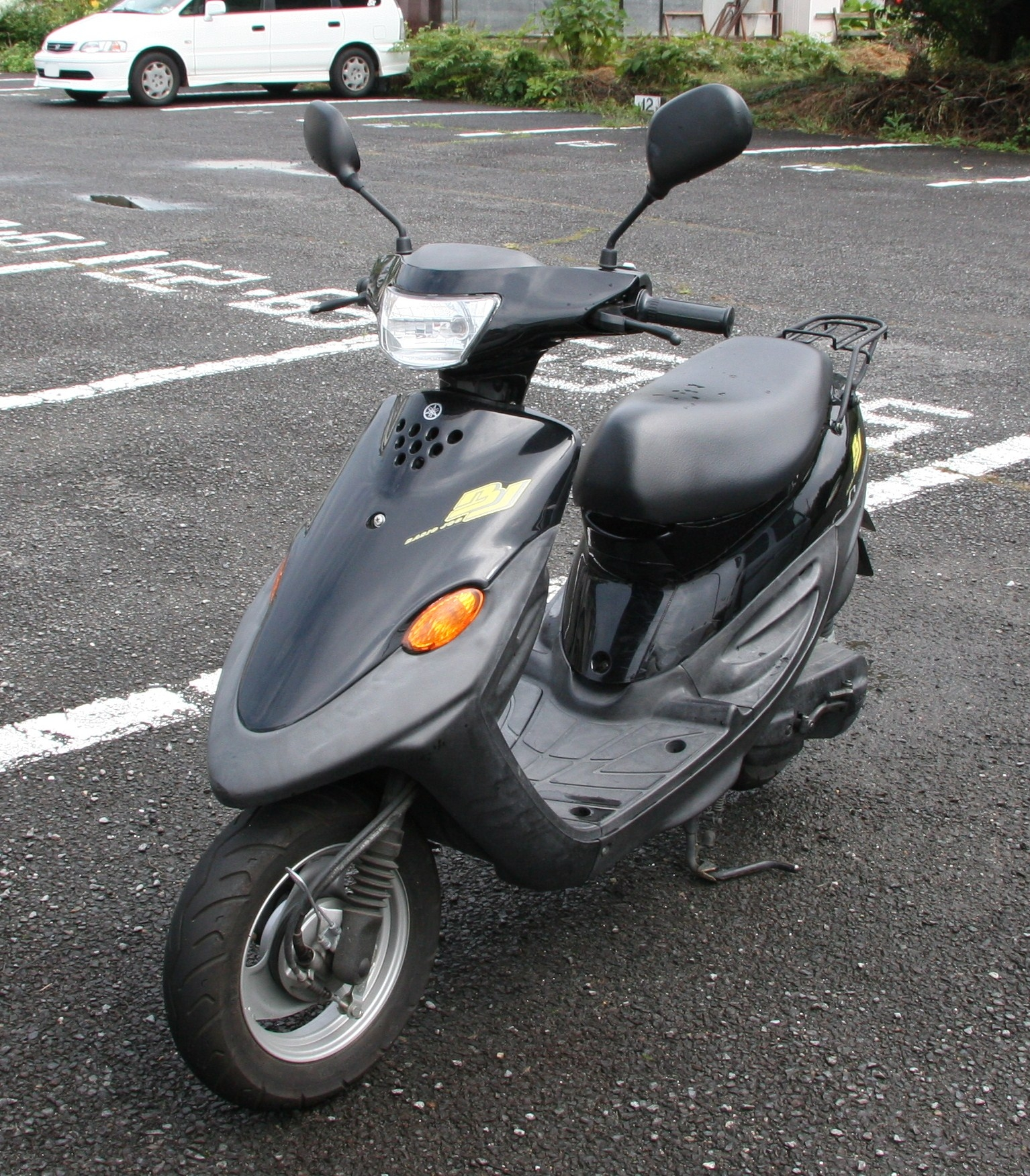
BJ

BJ（YL50）は2003年10月に発売された。車名はBASIC JOGの略称であり、JOGの廉価版として台湾で生産されているが、基本的な構造などついてはJOGと同一である。台湾で発売されていたJOG PROというモデルが原型であり、その名残からステップボード上にはタンデム用のステップの突起が付いている等の台湾発祥モデルらしい特徴がある。
なお4サイクルエンジンには移行されず、2007年に生産終了が公表されている。

FANCY
CE50 台灣早期生產版本

### JOG80 / JOG90
フロントディスクブレーキ装備車のJOG50 SPORTS EDITIONのエンジン排気量を拡大した上位車種も存在した。
- JOG80（79cc） - CG50/2JAがベース
- JOG90（82.5cc） - CY50/3RYがベース

車体もほぼそのままであったため、共に一人乗り専用車であった。なお既に生産は終了している。
JOG90はほぼ同時期に平行発売されていたAXIS90と同型のエンジン（3WF）形を搭載している。 このエンジンは俗に言う「排気ガス規制前横型エンジン」の50cc車両（JOG,アプリオなど）にボルトオンで装着できるため、近年エンジン単体の人気が盛り上がっている。

## エンジン
2ストローク型JOGシリーズの原動機は大きく3世代に分けられる。その世代分けは、初代と2代目の通称「縦型」、3代目と4代目の通称「横型」（3KJエンジンとも呼ばれる）、5代目以降は通称「排ガス規制」となる。3世代目エンジンは基本的に横型をベースにしているため、ミッションのパーツをはじめ、ほぼ全てのパーツに互換性がある。これはJOGシリーズの原動機がヤマハの同クラスのスクーターにほぼそのまま流用されているためで、JOG Aprio（ジョグアプリオ）やJOG Poche（ジョグポシェ）などの派生車種だけでなく、縦型ではチャンプやエクセルやBW'S・GEAR、また横型ではビーノ、また原付2種用であるJOG90系エンジン（3WF）や、グランドアクシス系エンジン（B109E）でも同様に大部分のパーツに互換を持っている。このため、スクーターチューンにおいては「互換性のヤマハ」という定説が存在する。

## CM出演した人物
- ブロス
- 萩原健一
- 川越美和
- 小林聡美
- 中山雅史
- T.M.Revolution
- ユースケ・サンタマリア